# Tom Geerkens
Tom Geerkens (* 7. Oktober 2000 in Würselen) ist ein deutscher Fußballspieler.

## Karriere
Nach seinen Anfängen in der Jugend des VSP Grenzwacht Pannesheide in seinem Heimatort Kohlscheid, einem Ortsteil von Herzogenrath, wechselte er im Sommer 2013 in die Jugendabteilung von Alemannia Aachen. Nach insgesamt 22 Spielen in der A-Junioren-Bundesliga wechselte er im Sommer 2019 in die Mittelrheinliga zum FC Wegberg-Beeck. Am Ende der Saison 2019/20 stieg er als Quotientenmeister nach dem Saisonabbruch in Folge der COVID-19-Pandemie in die Regionalliga West auf. Im Sommer 2021 schloss er sich ligaintern der zweiten Mannschaft von Fortuna Düsseldorf an, kam aber auch zu seinem Profidebüt in der 2. Bundesliga, als er am 5. August 2022, dem 3. Spieltag, bei der 0:1-Auswärtsniederlage gegen den SV Sandhausen in der 78. Spielminute für Jordy de Wijs eingewechselt wurde.
Im Sommer 2023 wechselte er zum Drittligisten Arminia Bielefeld. Ende Januar 2024 wurde er leihweise für den Rest der Saison an den Wuppertaler SV in die Regionalliga West abgegeben. Zur Saison 2024/25 wechselte Geerkens zum VfB Lübeck in die Regionalliga Nord.
Zur Saison 2025/26 wechselte Geerkens in die Regionalliga West zum SC Fortuna Köln.

## Erfolge
FC Wegberg-Beeck
- Meister der Mittelrheinliga und Aufstieg in die Regionalliga West: 2019/20

VfB Lübeck
- SHFV-Pokal-Sieger: 2025